# Jun Tsuji
Jun Tsuji (jap. 辻 潤 Tsuji Jun; ur. 4 października 1884 w Tokio, zm. 24 września 1944 tamże) – japoński poeta, dramaturg, eseista oraz tłumacz. Jako pierwszy przetłumaczył na język japoński m.in. książki Jedyny i jego własność autorstwa Maxa Stirnera oraz Geniusz i obłąkanie Cesare Lombroso.
W sztuce oraz pisarstwie prezentował poglądy dadaistyczne, nihilistyczne, epikureistyczne, feministyczne oraz anarchistyczne.

## Życiorys
Uczył angielskiego w Szkole Średniej dla Dziewcząt Ueno, gdzie poznał Noe Itō, która była jego uczennicą. Po ukończeniu przez nią szkoły, między nimi zawiązał się romans, przez co Jun Tsuji stracił stanowisko nauczyciela. Para miała dwójkę dzieci: Makoto (ur. 20 stycznia 1914) oraz Ryūji (ur. 10 sierpnia 1915). Ślub wzięli oficjalnie w 1915, jednak niedługo potem małżeństwo się rozpadło.
Nie mogąc znaleźć innej pracy, Tsuji poświęcił się pisarstwu oraz włóczęgostwu. Zaczął uprawiać uliczny performance, m.in. wywieszając szyldy w tokijskiej dzielnicy Asakusa z napisem „Jun Tsuji, Profesor skrzypiec, shakuhachi i angielskiego”, grając na flecie czy wygłaszając przemowy na ulicach. Styl życia pijanego tułacza stał się rozpoznawalnym elementem pisarza. Zebrał on wokół siebie grupę włóczęgów, robotników i zbuntowanych intelektualistów. W 1944, u szczytu załamania gospodarczego pod koniec II wojny światowej, po tym, jak trafił kilka razy do szpitali z powodu różnych dolegliwości fizycznych i psychicznych, zmarł z głodu w mieszkaniu przyjaciela, u którego mieszkał.

## Filozofia
Tsuji pozostawał pod mocnym wpływem filozofii Epikura, a wiele cech epikureizmu przejawia się w jego stylu życia. Na przykład Tsuji unikał aktywnego zaangażowania w politykę i szukał formy ataraksji, którą starał się doświadczyć poprzez włóczęgę i egoizm. Spędzał także czas, starając się cieszyć prostym życiem wolnym od cierpienia. Chociaż same jego pisma są znaczące, wydaje się, że Tsuji kładł nacisk na rozwój wyzwolonego stylu życia. Większość jego publikacji opisuje stojącą za tym filozofię. Jak napisał Hagiwara Kyōjirō: „Tsuji postanowił nie wyrażać siebie za pomocą pióra, ale poprzez życie, tak jak nakazywała mu osobowość. Oznacza to, że sam Tsuji był dziełem jego wyrazu”. Nieprzypadkowo przypomina to anarchizm egoistyczny opisany przez Maxa Stirnera, który wydaje się najbardziej wpływowym filozofem w myśli japońskiego pisarza.